# Fatyiha Abdulvalijevna Aitova
Fatyiha Abdulvalijevna Aitova (oroszul: Фатиха Абдулвалиевна Аитова; tatárul: Фатиха Габделвәли кызы Аитова (Яушева); Troick, 1866 – Kazany, 1942) tatár pedagógus, az első kazanyi női gimnázium alapítója.

## Élete
1866-ban született Troickban, nem messze a kazak határtól. Egy gazdag kereskedő lányaként jómódban nevelkedett. A család a muszlim reformmozgalomban betöltött szerepéről volt ismert, és aktívan támogatta az „új módszerrel” működő muszlim iskolák megnyitását.
1887-ben Aitova feleségül ment Szulejman Mukhammetzjanovics Aitovhoz, a gazdag kazanyi Aitov családból származó vállalkozóhoz, politikushoz és közéleti személyiséghez. Ő lett az ötödik felesége, és a párnak öt gyermeke született. A férje segítséget nyújtott neki egy új szemléletű iskola megteremtésében.
1897-ben a saját pénzéből Kazanyban szegény családokból származó lányok számára alapfokú iskolát alapított. Az itt tanuló lányokat kézimunkázásra, hímzésre és kötésre tanították, ami lehetővé tette számukra, hogy később saját jövedelemre tegyenek szert. 1899-ben már négy osztályt tudtak indítani, de három év után kénytelenek voltak az intézményt bezárni.
Édesapja 1906-ban bekövetkezett halála után Aitova nagy örökséghez jutott. Ennek nagy részét egy új női iskola létrehozásába fektette, amely 1909. augusztus 27-én nyílt meg. A tatár lányokat orosz tanterv szerint tanítottak. Az iskolát főként az asszony pénzéből tartották fenn, 1910-ben a kazanyi városi duma iskolai bizottságától is kaptak támogatást. Az iskola számára egy kétszintes épületet építettek, és bevezették a tanulók számára a barna ruhát, fekete-fehér kötényt és fehér, rózsaszín szegélyes kendőt. Az 1913–14-es tanévben az iskolának öt osztálya volt, mintegy 220 diákkal és kilenc tanárral. Az iskolában vallástant, tatár nyelvet és irodalmat, számtant, földrajzot, történelmet, természetrajzot, szépírást, rajzot, kézművességet és orosz nyelvet tanítottak.
Aitova szerette volna, ha az iskolát gimnáziummá fejleszthette volna tovább. 1913–14-ben a kazanyi állami iskolák igazgatója öt kérelmét utasította el. Ekkor a kazanyi városi duma képviselőjéhez, Ivan Godnevhez fordult segítségért, és Godnev révén találkozhatott a közoktatási miniszterrel és a közoktatási osztály vezetőjével, hogy a támogatásukat kérje.
A férjével három év alatt beutazzák Európát, és megismerkedtek a prágai, bécsi és berlini gimnáziumok működésével. 1916. március 4-én Aitova engedélyt kapott egy magángimnázium megnyitására tatár lányok számára, és az iskola hivatalosan 1916. október 29-én nyílt meg.
Ebben az intézményben vallástant, történelmet, földrajzot, matematikát, algebrát, fizikát, természettudományokat, anatómiát, élettant, higiéniát, pedagógiát, orosz és tatár kalligráfiát, rajzot és kézimunkát oktattak. A gimnáziumban a tatár és orosz nyelv mellett arab, német, angol, francia és perzsa nyelvet is tanították.

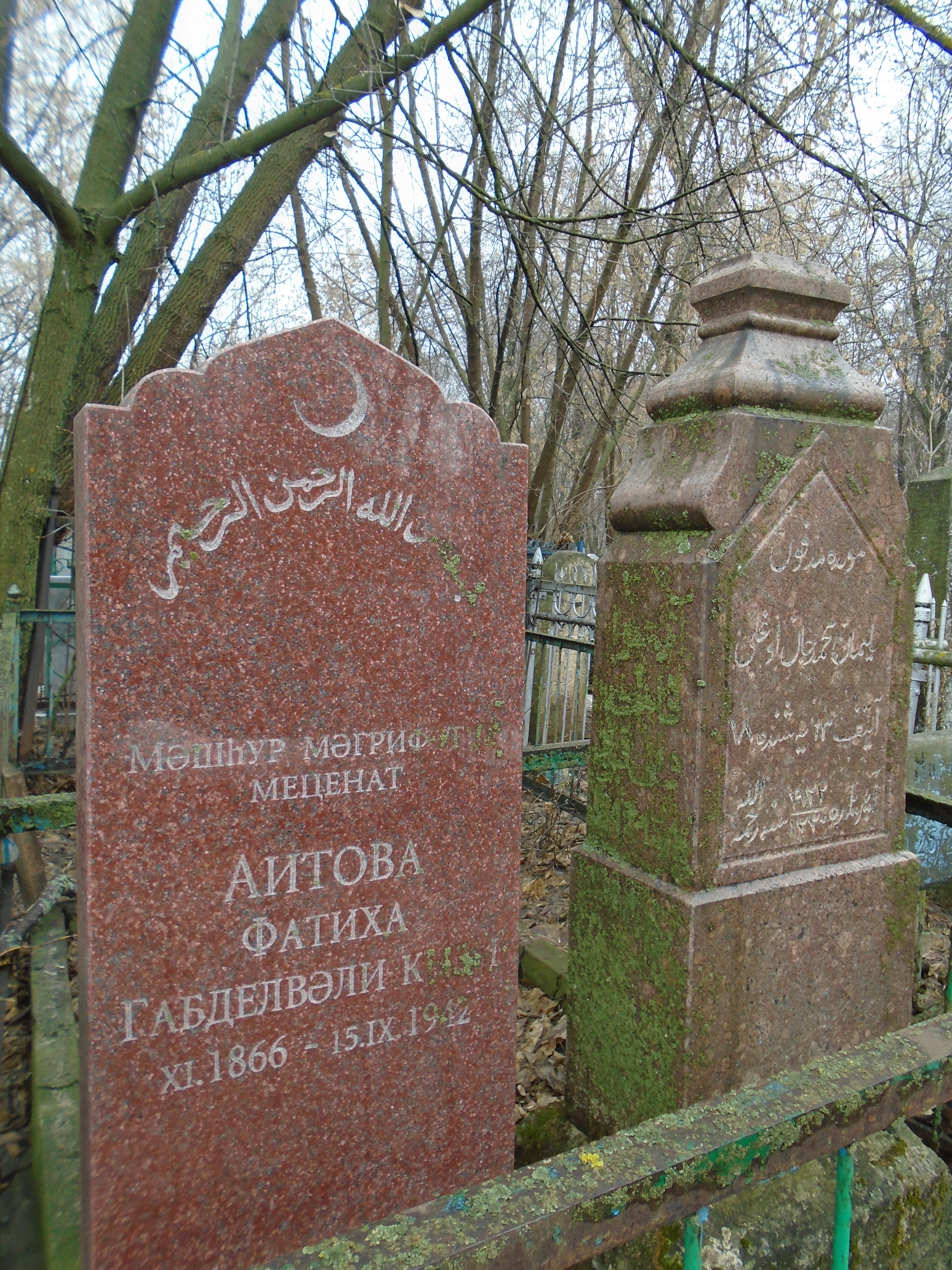
Sírja a Novo-tatarszkoje temetőben, Kazanyban

1917. április 24-én részt vett a muszlim nők első összoroszországi kongresszusán, amelyet Kazanyban tartottak.
Az októberi forradalom után a gimnáziumot és Aitova többi vagyonát a szovjet kormány államosította. Iszkak Rahmatullin, a Minisztertanács akkori elnöke azzal a kéréssel fordult a kormányhoz, hogy biztosítson nyugdíjat Aitovának, de a kérését elutasították. A gimnáziumot tatár középiskolává alakították át.
Az orosz polgárháború idején az asszonyt Omszkba menekítették, majd Bakuba és Moszkvába költöztették. 1941-ben visszatért Kazanyba, és ott halt meg 1942-ben. A Novo-tatarszkoje temetőben nyugszik.

## Emlékezete
- A kazanyi 12. számú tatár nyelvű női gimnáziumot 1993-ban róla nevezték el.[3][6]

## Iskolájának híres diákjai
- Szara Garifovna Szadikova színésznő, énekesnő, zeneszerző
- Marjam Mannanovna Rakhmankulova operaénekes, zeneszerző

## Fordítás
- Ez a szócikk részben vagy egészben  a   Fatykha Aitova című angol Wikipédia-szócikk ezen változatának fordításán alapul.  Az eredeti cikk szerkesztőit annak laptörténete sorolja fel. Ez a jelzés csupán a megfogalmazás eredetét és a szerzői jogokat jelzi, nem szolgál a cikkben szereplő információk forrásmegjelöléseként.